# (16528) Terakado
(16528) Terakado (1991 GV) – planetoida z pasa głównego asteroid okrążająca Słońce w ciągu 4,03 lat w średniej odległości 2,53 j.a. Odkryta 2 kwietnia 1991 roku.